# Condado de Cedar (Nebraska)
El condado de Cedar (en inglés: Cedar County), fundado en 1855 y que debe su nombre a los numerosos cedros que existían, es un condado del estado estadounidense de Nebraska. En el año 2000 tenía una población de 9.615 habitantes con una densidad de población de 5 personas por km². La sede del condado es Hartington.

## Geografía
Según la oficina del censo el condado tiene una superficie total de 1932 km² (745,9 mi²), de los que 1916 km² (739,8 mi²) son tierra y 16 km² (6,2 mi²) (0,75%) son agua.

## Condados adyacentes
- Condado de Clay - noreste
- Condado de Dixon - este
- Condado de Wayne - sureste
- Condado de Pierce - suroeste
- Condado de Knox - oeste
- Condado de Yankton - noroeste

## Demografía
Según el censo del 2000 la renta per cápita media de los habitantes del condado era de 33.435 dólares y el ingreso medio de una familia era de 39.422 dólares. En el año 2000 los hombres tenían unos ingresos anuales 26.707 dólares frente a los 18.370 dólares que percibían las mujeres. El ingreso por habitante era de 15.514 dólares y alrededor de un 9.10% de la población estaba bajo el umbral de pobreza nacional.

## Ciudades y pueblos
- Belden
- Bow Valley
- Coleridge
- Fordyce
- Hartington
- Laurel
- Magnet
- Obert
- Randolph
- St. Helena
- St. James
- Wynot
- South Yankton

## Espacios naturales protegidos
Forma parte del Missouri National Recreational River.